# سیاسران سفلی
سیاسران سفلی، روستایی از توابع بخش مرکزی شهرستان سنندج در استان کردستان ایران است.تمام ساکنان این روستا از طائفه بزرگ کرد سیاسر هستند.

## جمعیت
این روستا در دهستان حسین‌آباد جنوبی قرار دارد و براساس سرشماری مرکز آمار ایران در سال ۱۳۸۵، جمعیت آن ۲۳۸ نفر (۵۶خانوار) بوده‌است.